# Дуговий струмоприймач

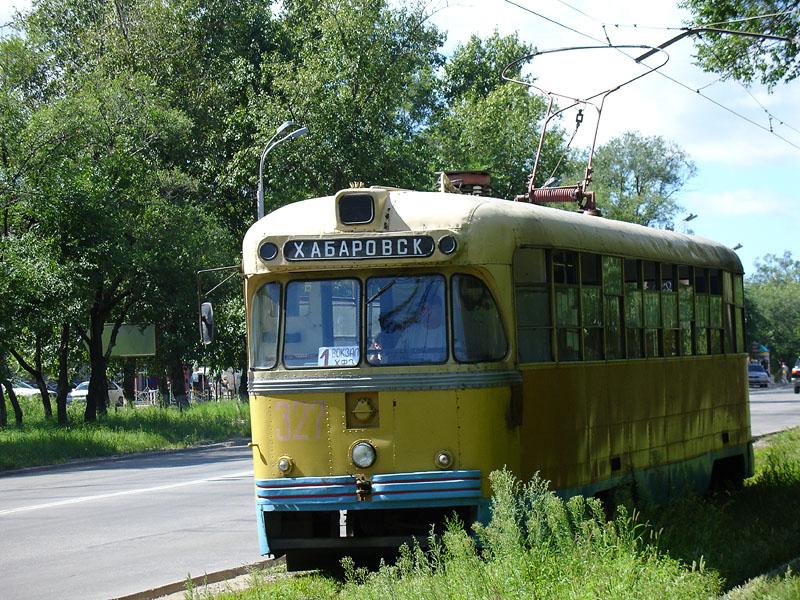
Трамвай РВЗ-6 з дуговим струмоприймачем, Хабаровськ, фото 2006 року

Дуговий струмоприйма́ч (неофіційно називається бу́гель — від нім. Bügel) — тип струмоприймача рейкового транспорту, що найбільш часто застосовувався в трамваях. Винайдений Вернером фон Сіменсом в 1880-ті роки. Являє собою пологу дугу, ковзаючу по поверхні контактного проводу. Вся верхня частина дуги являє собою контактну планку. Прямі стійки дугового струмоприймача, що несуть контактну планку, з'єднуються з вагоном єдиним шарніром.
Створення дугового струмоприймача Сіменсом було вимушеним кроком — щоб уникнути патентних суперечок з Френком Спрагом, автором штангового струмоприймача, Сіменсу була необхідна патентно-чиста альтернатива. На початку XX сторіччя система Сіменса стала домінуючою в Європі, в США продовжували використовувати штанги.
Для уникнення нерівномірного зношення, провід контактної мережі слід підвішувати не строго по осьовій лінії дороги, а невеликим зигзагом, так, щоб ефективно використовувати всю поверхню контактної планки. На відмінно від пантографу, дуговий струмоприймач менш вимогливий до якості підвісу контактної мережі, а при аваріях через її дефекти — практично не пошкоджується. Тому, попри те, що в післявоєнних конструкціях вітчизняних трамваїв дугові струмоприймачі було змінено сучаснішими пантографами, трамвайні господарства, не здатні підтримувати мережі на достатньому рівні, нерідко заміняють штатні пантографи на «живучіші» дугові струмоприймачі.
Недолік дугового струмоприймача порівняно з пантографом — його направленість. Для того, щоб розпочати рух заднім ходом, необхідно вручну, канатами, перекинути дуговий струмоприймач вперед, по ходу руху, але далеко не всі конструкції дозволяють це зробити. Тому трамваї, призначені для двосторонньої роботи, обладнувались двома дуговими струмоприймачами.